# Коюда Ярослав Миколайович
Яросла́в Микола́йович Коюда (26 грудня 1987) — український веслувальник.  Заслужений майстер спорту України (з лютого 2023 року).
Представляє Донецький та Дніпропетровський регіональні центри з фізичної культури і спорту інвалідів «Інваспорт». Проживає у місті Слов'янську.

## Досягнення
- Фіналіст чемпіонату світу 2015 року.
- Фіналіст Кубка світу 2016 року.